# Claytonia perfoliata
Espèce
Classification APG III (2009)
La claytonie perfoliée, claytone de Cuba, ou encore le pourpier d'hiver (Claytonia perfoliata) est une espèce de plantes annuelles du genre Claytonia relevant de la famille des Portulacacées selon la classification de Cronquist ou de la famille des Montiacées, suivant la classification APG III.

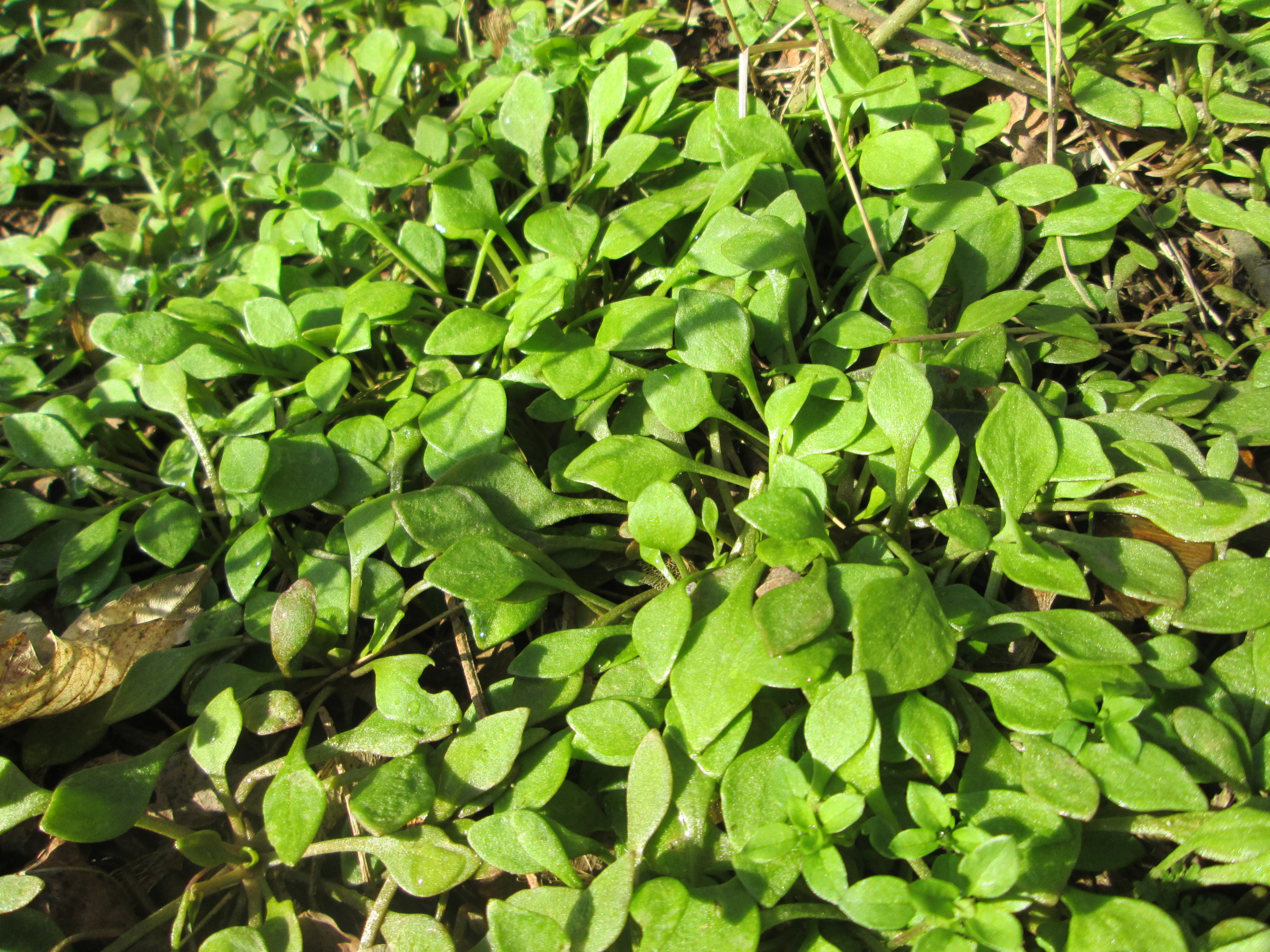
Tapis de clayonnes.

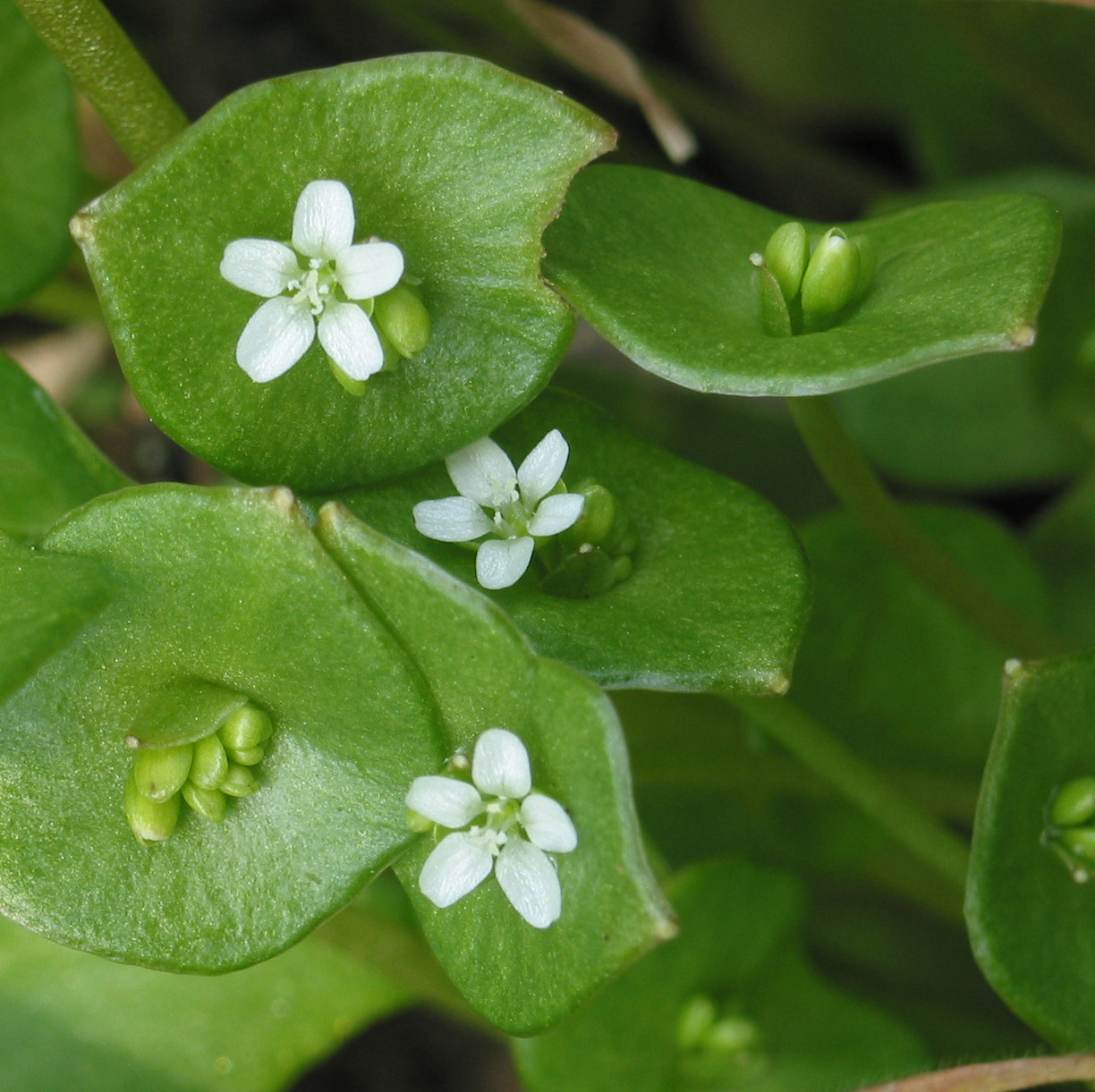
Floraison.

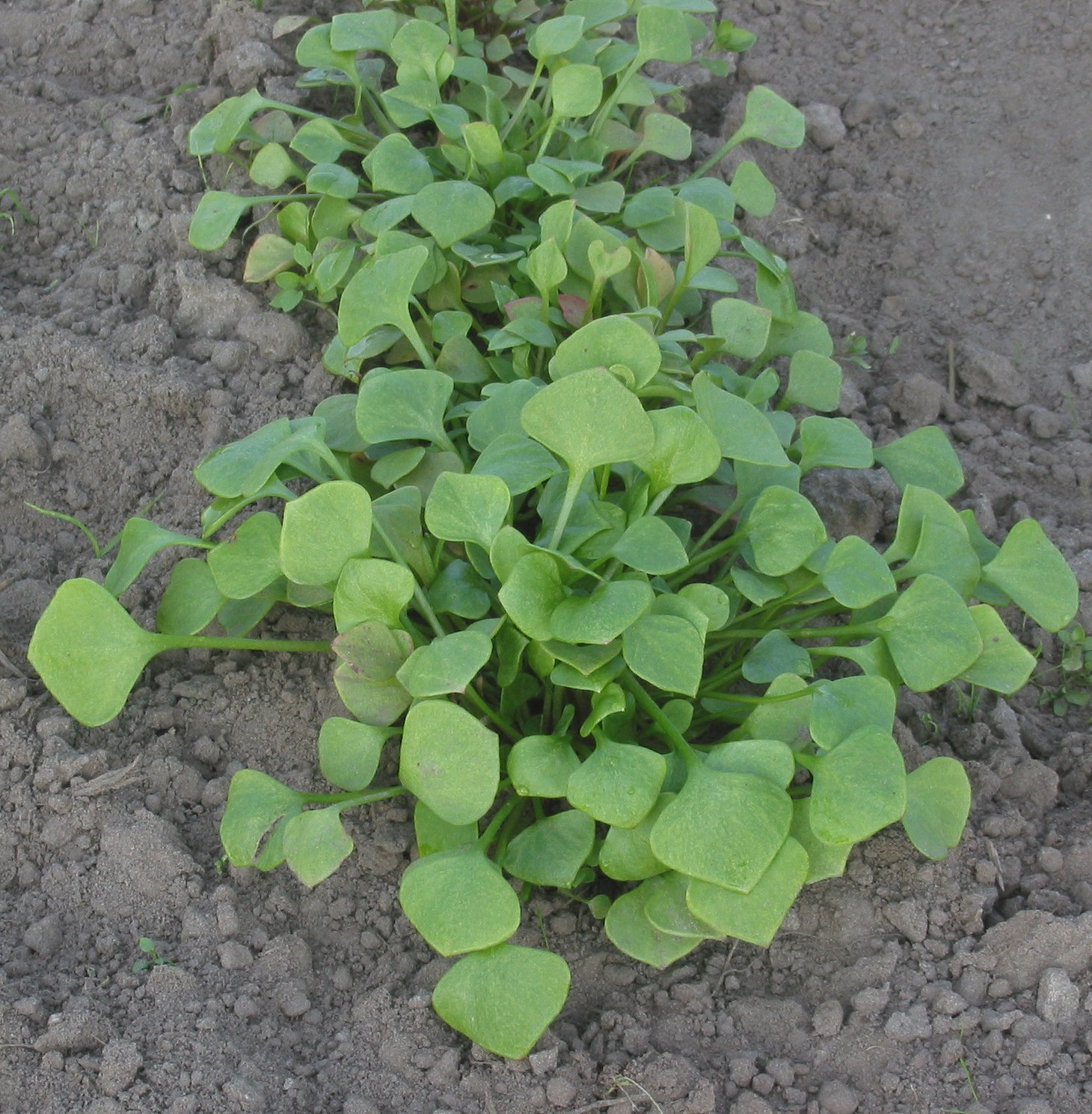
Touffes cultivées

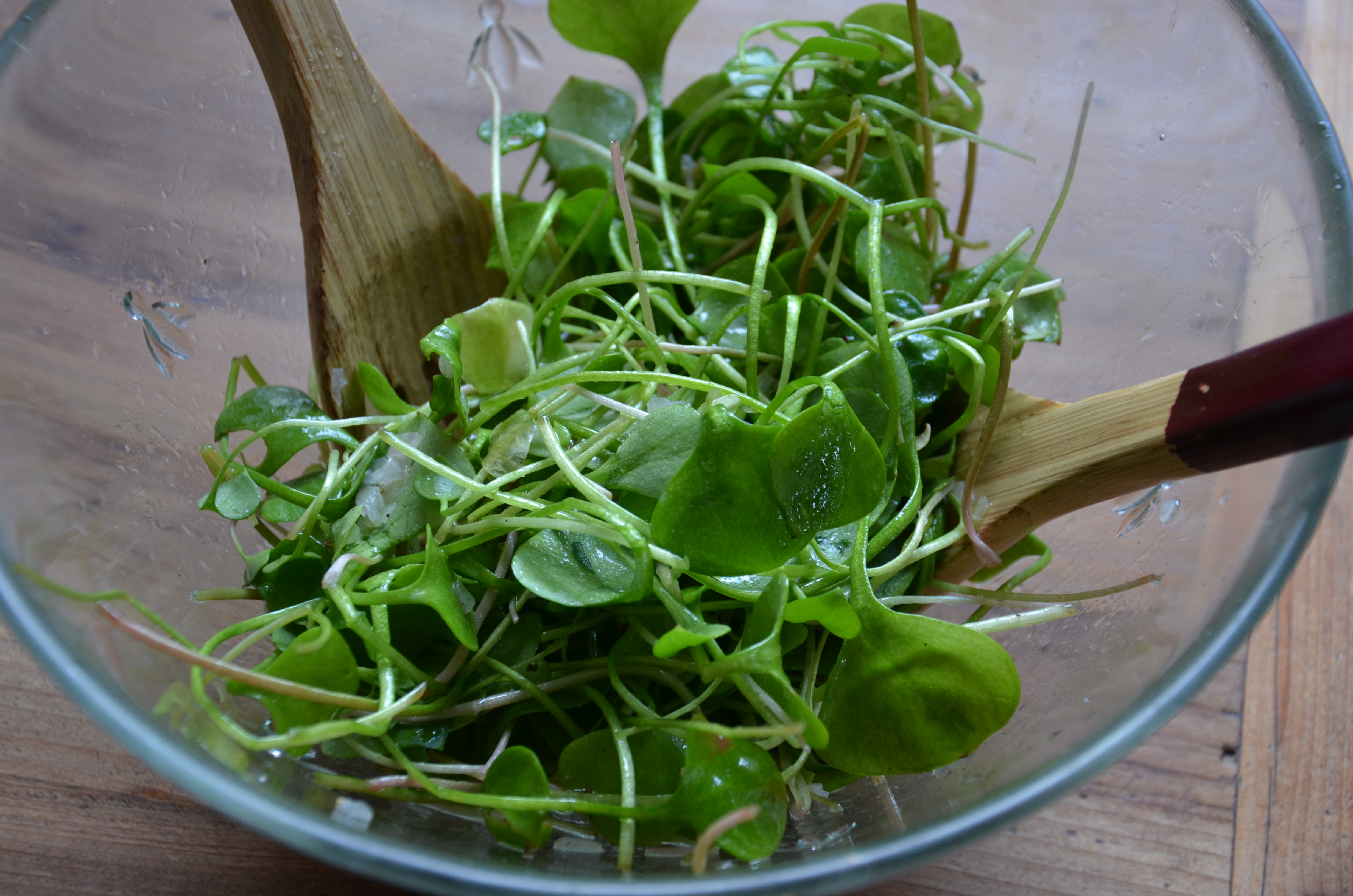
...en salade

## Noms vernaculaires
Originaire de l'ouest du continent américain, la « claytonie perfoliée » doit son nom au botaniste John Clayton, en l'honneur duquel Carl von Linné dénomma la plante, et son qualificatif à la forme de la feuille située sur ses tiges florales, perfolié signifiant que le limbe foliaire semble transpercé par la tige. La claytone est désignée par différents noms vernaculaires tels que « pourpier d'hiver », « laitue indienne », « laitue des mineurs »,  « épinard cubain », « montie de Cuba » ou encore « beauté de printemps ».

## Description
La claytonie une plante herbacée annuelle haute de 20 à 40 cm. Les tiges florales portent à leur sommet deux feuilles opposées, soudées entre elles autour de celles-ci. Les feuilles, charnues, forment une rosette basale, sont de forme rhomboïdale et leur contour est entier.
La claytonie est une plante hermaphrodite qui fleurit au printemps, du mois d'avril au mois de juin. Elle développe de petites fleurs blanches réunies en de petites grappes terminales. Elles sont constituées de deux sépales sempervirents, de cinq pétales libres et égaux et de cinq étamines opposées qui adhèrent à ceux-ci.
Le pistil comprend trois carpelles et présente un style à trois stigmates et un ovaire supère - situé au dessus du plan d'insertion des pièces florales - à trois loges. La claytonie produit un fruit sous forme d'une capsule globuleuse à déhiscence longitudinale par trois valves et contenant trois petites graines lisses, noires et brillantes.

## Usage
Les amérindiens la consommaient comme plante alimentaire (source de vitamine C en hiver), mais aussi comme plante médicinale, en cataplasme contre les douleurs rhumatismales, et pour apaiser les irritations des yeux. 

Son jus était réputé mettre en appétit,. 

Pour rendre la plante moins fade, les indiens en déposaient les feuilles sur des fourmilières où les fourmis les rendaient plus acidulées en les aspergeant d'acide formique.
Elle a été apportée depuis Cuba en Europe via le muséum national d'histoire naturelle en 1804 par Alexander von Humboldt.
Adaptée à la culture maraîchère, elle s'est naturalisée dans le nord de l'Europe occidentale (en bordure de mer notamment) et est utilisée comme un légume-feuille. 
On la sème généralement entre mars et août pour la récolter entre mai et octobre. Elle se consomme crue en salade ou cuite comme des épinards. Elle convient très bien comme culture d'arrière saison.
Il semble que les pionniers mineurs d'Amérique du nord ont utilisé contre le scorbut cette plante pionnière qui colonisait les zones dégradées par des cultures abandonnées ou par les chercheurs d'or, ce qui explique l'un de ses noms américains : la laitue du mineur.